# NIFTY 50
NIFTY 50は、NSE Indices Limitedが算出しているインド国立証券取引所に上場している50銘柄から構成される時価総額加重平均型の株価指数。

## 沿革
1996年4月22日より算出が開始された。1995年11月3日の指数を1,000として計算されている。
2013年1月31日までは、S&P と提携していて S&P CNX Nifty という名称だったが、S&P との契約が終了し CNX Nifty という名称に変わった。2015年11月9日に、CNX Nifty から NIFTY 50 に変更となった。表記は全て大文字の NIFTY と最初だけ大文字の Nifty 両方とも使われている。

## ETF・先物
| コード                                   | レバレッジ | 年率  |
| ---------------------------------------- | ---------- | ----- |
| INDY                                     | 1倍        | 6.69% |
| 2024年11月末現在。米ドル建て、配当込み。 |            |       |

東京証券取引所には下記ETF・ETNが上場している。
- NEXT FUNDS インド株式指数・Nifty 50連動型上場投信（1678）
- NEXT NOTES インドNifty・ダブル・ブル ETN (2046) - レバレッジ2倍
- NEXT NOTES インドNifty・ベア ETN (2047) - レバレッジ-1倍

米国では下記ETFが上場している。
- iShares India 50 ETF (NASDAQ: INDY)

先物は下記に上場している。
- インド国立証券取引所 - インド・ルピー建て。取引単位は指数×50ルピー。呼値の単位は0.05。[9]

下記はかつて上場していた先物。
- シンガポール証券取引所 - 米ドル建て。取引単位は指数×$2。呼値の単位は0.5。-「SGX Nifty50 Index Futures」は、2023年6月30日（金）にシンガポール取引所（SGX）から上場廃止[10]

- シカゴ・マーカンタイル取引所 - 2010年7月19日に上場し[11]、2015年5月18日に上場廃止[12]
- 大阪取引所 - 2014年3月24日に上場し、2018年6月29日にて取引休止となり、2018年7月17日に上場廃止[13]
- 台湾期貨交易所 - 2016年11月7日に上場し[14]、2019年9月27日に上場廃止[15]

## 参照
1. ↑  Overview - NSE Indices
2. ↑  NIFTY 50
3. ↑  NSE drops S&P prefix from index after licencing arrangement expired January 31, 2013 - The Economic Times
4. ↑  CNX Nifty to be renamed Nifty 50 | Business Standard News
5. ↑  NSE announces rebranding of all indices
6. ↑  iShares India 50 ETF | INDY
7. ↑  銘柄一覧（ETF） | 日本取引所グループ
8. ↑  銘柄一覧（レバレッジ型・インバース型商品） | 日本取引所グループ
9. ↑  Contract Specifications, Equity Derivatives - NSE India
10. ↑  Nifty Indices Futures and Options - Singapore Exchange (SGX)
11. ↑  S&P CNX Nifty futures to be traded on CME from July 19, 2010
12. ↑  Product Delisting- E-mini CNX Nifty Index Futures - CME Group
13. ↑  インドNifty50先物取引の上場廃止について | 日本取引所グループ
14. ↑  Nifty 50 Futures Listed on Taiwan Futures Exchange
15. ↑  TAIWAN FUTURES EXCHANGE-Notices